# أسامة منزلجي
أسامة منزلجي مترجم سوري، ولد في اللاذقية عام 1948م. ترجم الكثير من الأعمال الأدبية عن اللغة الإنجليزية، ومن أبرز الأدباء والكتاب الذين ترجم أعمالهم هنري ميللر، وهرمان هيسه، وتيري إيغلتون. وتوفي في 6 فبراير 2025م.

## التعليم
حاصل على شهادة الليسانس من قسم اللغة الإنجليزية وآدابها في دمشق عام 1975م.

## ترجمات
- (ربيع أسود) رواية. تأليف: هنري ميللر. صدرت عام 1980م.[5]
- (أهالي دبلن) رواية. تأليف: جيمس جويس. صدرت عام 1983م.[6]
- (واينسبرغ، أوهايو) تأليف: شيروود أندرسون. صدرت عام 1985م.
- (عملاق ماروسي) تأليف: هنري ميللر. صدر عام 1987م.[7]
- (نرسيس وغولدموند) رواية. تأليف: هرمان هيسه. صدرت الطبعة الأولى عام 1996م.[8]
- (مدار الجدي) رواية. تأليف: هنري ميللر. صدرت عام 1996م.
- (مدار السرطان) رواية. تأليف: هنري ميللر. صدرت عام 1997م.
- (ذئب السهوب) رواية. تأليف الألماني: هرمان هيسه. صدرت عام 1997م.[9]
- (غرترود) رواية تأليف: هرمان هيسه. صدرت عام 1997م.
- (روسهالده) رواية. تأليف: هرمان هيسه. صدرت عام 1997م.
- (تحت الدولاب) تأليف: هرمان هيسه. صدرت عام 1998م.[10]
- (بيتر كامينتسنيد) رواية. تأليف: هرمان هيسه. صدرت عام 1999م.
- (الإغواء الأخير للمسيح) رواية. تأليف: نيكوس كازانتزاكيس. صدرت عام 2001م.
- (القنصل الفخري) رواية. تأليف: غراهام غرين. صدرت عام 2002م.
- (سكسوس: ثلاثية الصلب الوردي 1) تأليف: هنري ميللر. صدر عام 2002م.
- (بليكسوس: ثلاثية الصلب الوردي 2) رواية. تأليف: هنري ميللر. صدرت عام 2002م.
- (خزي) رواية. تأليف: ج. م. كويتزي. صدرت عام 2002م.[11]
- (نكسوس: ثلاثية الصلب الوردي 3) رواية. تأليف: هنري ميللر. صدرت عام 2004م.
- (المدينة والعمود) رواية. تأليف: غور فيدال. صدرت عام 2005م.
- (الربيع الروماني للسيدة ستون) رواية. تأليف: تنيسي ويليامز. صدرت عام 2005م.[12]
- (أتغير) مذكرات.تأليف: ليف أولمن. صدرت الطبعة الأولى عام 2006م.[13]
- (شعائر الجنازة) رواية. تأليف: جان جينيه. صدرت عام 2006م.[14]
- (مذكرات تنيسي ويليامز) تأليف: تنيسي وليامز. صدرت عام 2006م.[15]
- (حفنة من تراب) تأليف: إيفلين وو. صدر عام 2007م.
- (جوليان) تأليف: غور فيدال. صدر عام 2007م.[16]
- (امستردام) رواية. تأليف: إيان مكيوان. صدرت عام 2007م.[17]
- (أيرلندا الأم) تأليف: إدنا أوبرين. صدر عام 2008م.
- (غرق) مجموعة قصصية. تأليف: جونو دياث. صدرت عام 2009م.
- (الكتب في حياتي) هنري ميللر. صدر عام 2011م.[18]
- (فنانة الجسد) تأليف: دون ديليلو. صدر عام 2011م.
- (امرأة على الضفة المقابلة) رواية. تأليف: ميتسويو كاكوتا. صدرت عام 2012م.[19]
- (كامليا: سيرة إيرانية) تأليف الإيرانية: كامليا انتخابي فرد. صدرت عام 2012م.[20]
- (كابوس مكيف الهواء) رواية. تأليف: هنري ميللر. صدرت عام 2012م.
- (حماقات بروكلين) رواية. تأليف: بول أوستر. صدرت عام 2012م.[21]
- (عالم لورانس .. تقدير حار) تأليف: هنري ميللر. صدر عام 2013م.
- (غاتسبي العظيم) تأليف: ف. سكوت فيتزجيرالد. صدر عام 2013م.
- (حارس البوابة) مذكرات. تأليف: تيري إيغلتون. صدرت عام 2014م.
- (إذا ما استمرت الحرب: مذكرات في الحب والحرب والسلام) تأليف: هيرمان هسه. صدرت عام 2014م.
- (الضائعة) رواية. تأليف: ديفيد هربرت لورانس. صدرت عام 2015م.
- (الطاووس الأبيض) رواية. تأليف: ديفيد هربرت لورانس. صدرت عام 2015م.[22]
- (كان ولكن ذلك الحقيقة) رواية. تأليف: آلي سميث. صدرت عام 2015م.[23]
- (دخيل في التراب) رواية. تأليف: ويليام فوكنر. صدرت عام 2015م.
- (ذئب البراري) رواية. تأليف: هرمان هيسه. صدرت عن دار مسكيلياني عام 2015م.
- (العقل والإيمان والثورة: تأملات في مناظرة حول الله) تأليف: تيري إيغلتون. صدر عام 2016م.
- (المصادفة) رواية. تأليف: آلي سميث. صدرت عام 2016م.
- (كيف تكون كليهما) رواية. تأليف: آلي سميث. صدرت عام 2017م.
- (الخوف من الطيران) رواية. تأليف الكاتبة الأمريكية: إريكا يونغ. صدرت عام 2017م.[24]
- (كتاب الأوهام) رواية. تأليف: بول أوستر. صدرت عام 2017م.
- (الخوف من الخمسين: مذكرات منتصف العمر) تأليف: إريكا يونغ. صدرت عام 2018م.
- (إنسان عادي) رواية. تأليف: فيليب روث. صدرت عام 2018م.
- (رودريك هدسن) تأليف: هنري جيمس. صدر عام 2018م.
- (الثقافة وموت الإله) تأليف: تيري إيغلتون. صدرت عام 2018م.[25]
- (تضحية راديكالية) تأليف: تيري إيغلتون. صدر عام 2019م.[26]
- (تزوجت شيوعياً) تأليف: فيليب روث. صدرت عام 2019م.
- (والليل رقيق) رواية. تأليف: ف. سكوت فيتزجيرالد. صدرت عام 2019م.[27]
- (كوزموبوليس) رواية. تأليف: دون ديليلو. صدرت عام 2019م.[28]
- (أطفئت الأنوار في بلاد العجائب) رواية. تأليف: دي. بي. سي. بيير. صدرت عام 2019م.[29]
- (شغف بالأدب: رسائل اناييس نن وهنري ميللر 1932-1953) رسائل. تحرير: غونثر شتولمن. صدرت عام 2020م.[30]

- (الحيوان المُحتضر) رواية. فيليب روث. صدرت عن دار المدى عام 2023م.[31]